# 佐々木豊成

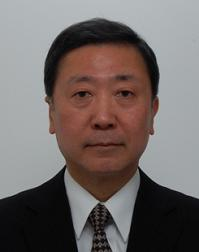

佐々木 豊成（ささき とよなり、1953年〈昭和28年〉4月1日 - ）は、日本の元大蔵・財務官僚。国税庁次長、財務省理財局長、内閣官房副長官補（内政担当）、内閣官房内閣審議官（内閣官房副長官補付）兼内閣官房TPP政府対策本部国内調整総括官などを歴任した。財務省退官後、一般社団法人生命保険協会代表理事副会長、ウシオ電機株式会社取締役。佐賀県出身。

## 人物・略歴
佐賀県出身。ラ・サール高等学校卒業。父親の「医者になるよりも、国のために何か大きな仕事に就いたほうがいい」という言葉の影響で弁護士及び国家公務員を目指し、東京大学法学部に進学。大学在学中、司法試験及び国家公務員採用上級甲種試験の両方に合格。
- 1976年03月00　：東京大学法学部第1類（私法コース）卒業[4]
- 1976年04月00　：大蔵省入省、大臣官房秘書課配属[5]
- 1977年07月00　：大蔵省大臣官房秘書課調査係長心得[6]
- 1978年05月00　：大蔵省大臣官房付（プリンストン大学留学）[7]
- 1980年07月00　：大蔵省主計局調査課調査第三係長 兼 主計局主計企画官付財政計画第二係長[8]
- 1982年07月00　：関東信越国税局土浦税務署長
- 1983年07月00　：大蔵省大臣官房付､（併）内閣官房内閣審議室（総理大臣秘書官補）
- 1984年06月00　：青森県農林部経済課長
- 1986年06月00　：大蔵省主計局主計官補佐（公共事業第二係主査）
- 1988年06月00　：大蔵省主計局主計官補佐（運輸第一、二、三係主査）
- 1989年  6月　　 ：大蔵省銀行局中小金融課課長補佐
- 1990年07月00　：大蔵省銀行局銀行課課長補佐（総括、都市銀行等）[9]
- 1991年06月0 　 ：大蔵省大臣官房企画官（文書課）兼 文書課法令審査室長
- 1993年07月00　：大蔵省銀行局総務課金融市場室長
- 1994年06月00　：徳島県総務部長
- 1996年07月00　：大蔵省主計局主計企画官（調整担当）
- 1997年07月00　：大蔵省主計局主計官（文部、科学技術係担当）
- 1998年07月00　：大蔵省主計局主計官（運輸、郵政係担当）
- 1999年07月00　：金融監督庁監督部銀行監督第一課長
- 2000年07月00　：金融庁監督部銀行第一課長
- 2001年01月00　：金融庁監督局銀行第一課長
- 2001年07月00　：財務省大臣官房秘書課長
- 2003年07月00　：財務省主計局次長（末席）[10]
- 2004年07月00　：財務省大臣官房審議官（主税局担当）
- 2007年07月00　：国税庁次長
- 2008年07月00　：財務省理財局長
- 2009年07月00　：財務省会計センター所長､（併）財務総合政策研究所長
- 2010年01月00　：内閣官房副長官補（内政担当）[11]
- 2013年04月05日：内閣官房内閣審議官（内閣官房副長官補付）､（命）内閣官房TPP政府対策本部国内調整総括官[12]
- 2014年12月01日：自由民主党佐賀県支部連合会から2015年佐賀県知事選挙への出馬の要請を受けるも辞退[13]
- 2016年01月12日：財務省退官[14]
- 2016年04月01日：一般社団法人生命保険協会顧問[15]
- 2016年07月15日：一般社団法人生命保険協会代表理事副会長[16][17]
- 2019年06月00　：ウシオ電機株式会社取締役[16]
- 2023年04月29日：瑞宝重光章受章[18][19]

## 同期
- 松元崇（元内閣府事務次官）
- 中江公人（元防衛事務次官）
- 畑中龍太郎（元金融庁長官）
- 御厨邦雄（世界税関機構事務総局長）
- 荒巻健二（東京大学名誉教授）